# 모프사르 바라예프
모프사르 부하로비치 바라예프 (술레이마노프)(러시아어: Мовсар Бухарович Бараев; 1979년 10월 26일 – 2002년 10월 26일), 이전에 술레이마노프로 알려졌던 그는 제2차 체첸 전쟁 중 체첸인 이슬람주의 민병대 지도자였으며, 러시아 특수부대에 의해 170명 이상의 사망자가 발생한 모스크바 극장 점거 사건을 이끌었다.

## 삶
1979년에 태어난 모프사르 바라예프는 러시아 연방보안국의 지시를 받은 것으로 알려진 체첸 군벌 아르비 바라예프의 조카였다. 2001년 6월 그의 삼촌이 사망한 후부터 그가 사망할 때까지, 모프사르는 특별 이슬람 연대로 알려진 체첸 테러 민병대의 지도자였다. 모프사르 바라예프는 체첸 지도자이자 선출된 대통령, 아슬란 마스하도프의 맹세한 적이었다고 한다. 그는 "야시르"라는 가명을 사용했다.
그는 2001년 8월 21일에 사망했다고 체첸 주둔 러시아군 사령부에 의해 잘못 보고되었고, 모스크바 극장 위기 11일 전인 2002년 10월 12일에도 다시 사망했다고 보고되었다 (바라예프의 사망 보고는 러시아 합동군 부사령관 보리스 포도프리고라 대령으로부터 나왔다). 또한 인질극이 발생하기 두 달 전, 러시아 정보총국 군사정보부가 바라예프를 체포하여 "두브로브카 극장에서의 인질극으로 이어지는 단서를 제공할 때까지" 그를 구금했다고 주장되었다.

## 죽음
2002년 10월 23일, 바라예프와 "아부 바카르"로 알려진 신비한 남자는 40명의 특별 이슬람 연대 무장대원과 그 가족들("29사단 자살 특공대"라고 자칭함)을 이끌고 러시아 수도 모스크바의 극장을 점거하여, 체첸 제2차 전쟁 종식, 러시아군 철수, 체첸 독립을 위한 러시아 당국과의 협상을 요구하며 인질들을 처형하겠다고 위협했다.
모프사르 바라예프는 공성전 셋째 날인 그의 23번째 생일에 러시아 연방보안국 특수부대가 극장을 습격하면서 사망했다. 바라예프의 피투성이 시신은 깨진 유리 파편들 사이 극장 바닥에 놓여 있었고, 그의 손 근처에는 온전한 코냑 병이 놓여 있는 모습이 러시아 TV에 방영되었다. 후에 러시아 당국은 그의 시신이 알려지지 않은 장소에 비밀리에 매장되었다고 밝혔다.